# Umělcovo hovno
Umělcovo hovno (italsky: Merda d'artista) je umělecké dílo italského umělce Piera Manzoniho ovlivněné díly „ready made“ Marcela Duchampa.
V květnu 1961, Manzoni nashromáždil své vlastní výkaly do devadesáti očíslovaných plechovek, která každá obsahovala přesně 30 gramů výkalů. Označil je jako „100% čisté umělcovo hovno“ v italštině, angličtině, francouzštině a němčině, a prodával je podle tehdejšího kurzu zlata. Jejich současná cena se pohybuje řádově kolem 30 tisíc euro a stále jsou předmětem obchodování. V roce 2008 aukční síň Sotheby's vydražila jednu z plechovek za cca 150 tisíc dolarů.
Jedna z plechovek byla vystavena jako součást sbírky Helmuta Klewana v Oblastní galerii v Liberci na výstavě Giacometti - Picasso - Chirico (13. 07. 2017 – 01. 10. 2017).